# 談話遊戲
談話遊戲（Conversation games）是只需要談話即可進行的遊戲，這些的遊戲在任何地方都可以進行，不需要道具，只要可以談話就可以進行，因此受到歡迎。而嘻哈文化以及電視節目（例如《Wild 'N Out》及《Yo Momma》）也可能是這類遊戲受歡迎的原因之一。

## 举例
The Dozens起源於嘻哈文化的遊戲，遊戲中玩家彼此戲弄，試圖侮辱對方，類似"your mom"的笑話。
我是小间谍猜測類遊戲，一個玩家想一個在附近的物品，再由其他玩家來猜。
Never Have I Ever大學生的酒令，其中一個說：「我沒有作過某件事」，所有有作過這件事的人都要喝一杯酒。一般會試著找一些有趣的問題，來知道彼此之間的一些資訊。
精神科醫師許多玩家圍成一圈（後面稱為病患），需要有一個玩家先離開此圓圈（精神科醫師，後面簡稱醫師）。病患們決定他們接下來要假裝的精神科症狀，所有病人都要是相同的症狀，接下來醫師回到病患中間，和病患對話，找到他們的病症，對話中不能直接問有關病症的問題，可以問其他的問題。例如，病患的症狀是認為自己是右邊的那個人，在和醫師對話時，都要假設自己是右邊的那個人來回答相關問題。
Twenty Questions二人進行的遊戲，其中一個人想一個名詞，另一個人可以問二十個相關的是非題，試著從問題的答案中猜到那個名詞。
Two Truths and a Lie其中有一個人說三句有關他自己經歷或是生活的事，其中有二句是真的，一句是假的。其他坃家需要向這個人問問題，找到更多的細節，確認哪一句是假的。回答問題時，若和那二句真實的話有關，需照實回答，但可以說謊以隱暪那句假的話。
Would you rather　在遊戲中一個玩家會提出二個都令人反感而恐懼的情境，另一個玩家需要選擇一個他比較可以接受的情境。遊戲的挑戰不止是面對那些恐佈的情境，也包括分析各個情境中的優點及缺點，以選擇一個比較不反感的情境。有許多著名的例子，例如「你希望無家可歸還是坐牢？」 以及「你希望在婚禮上暈倒還是在畢業典禮上暈倒？」
Questions玩家需要以問題來回覆的遊戲。若沒有用問題回答就出局，不允許誇張及反諷的問題。《君臣人子小命呜呼》戲劇中的主角們就有玩這個遊戲。在同名電影中，是在網球場玩這個遊戲。
真心话大冒险玩家要求另一個人誠實的回答一個問題（真心話），或是進行一個尷尬的行為（大冒险）。
親吻、結婚、殺死（Kiss, Marry, Kill）也稱為作愛、結婚、殺死（Fuck, Marry, Kill），是社交性的強迫選擇問答類遊戲。這個遊戲中，一個玩家需列出大家都認識的三個人，其他人必須在三個人之中選擇一個要親吻（或是作愛）的人，選擇一個要結婚的人，選擇一個要殺死的人。
情境猜謎是猜測情境型事件真相的智力遊戲。其玩法係由出題者提出一個難以理解的事件，參與猜題者可以提出任何問題以試圖縮小範圍並找出事件背後真正的原因，但出題者僅能以「是（對）」、「不是（不對）」或「沒有關係（無關）」來回答問題。